# مثل برزگر

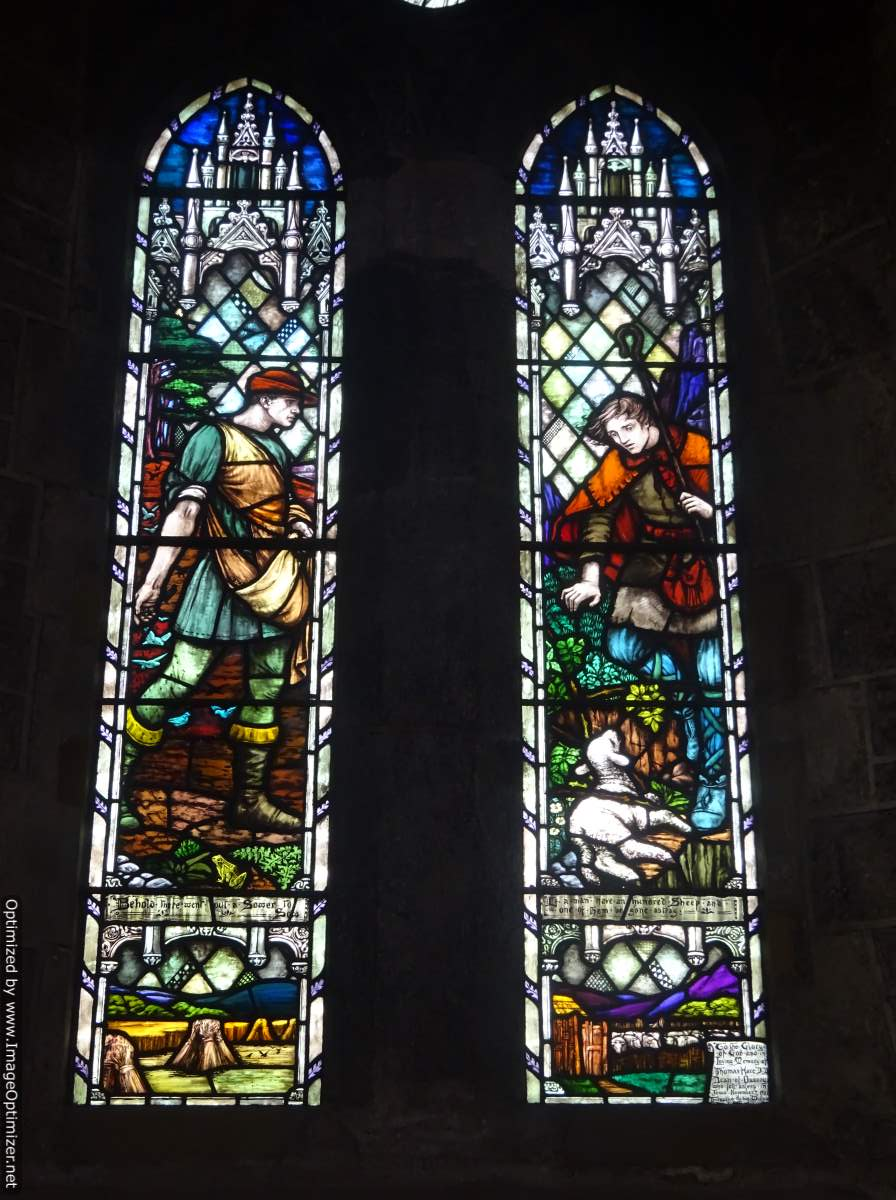
مثل برزگر (سمت چپ) در کلیسای جامع سنت مری، کیلکنی، ایرلند

مَثَل برزگر (که گاهی مَثَل خاکها نیز نامیده می‌شود) مَثَلی از عیسی مسیح است که در انجیل متی ۱۳:۱–۲۳، انجیل مرقس ۴:۱–۲۰، انجیل لوقا ۸:۴–۱۵ و انجیل فرامتعارف توماس یافت می‌شود.
عیسی مسیح در مورد یک کشاورز می‌گوید که بدون تبعیض قائل شدن بذر می‌کارد. برخی از دانه‌ها در مسیر (کنار راه) بدون خاک می‌ریزند، برخی در زمین‌های سنگی با خاک کم، برخی در خاکی که دارای خار هستند و برخی در خاک خوب. در حالت اول، بذر برداشته می‌شود. در خاک دوم و سوم، بذر قادر به تولید محصول نیست. اما وقتی روی خاک خوب بیفتد رشد می‌کند و سی و شصت یا صد برابر محصول می‌دهد.
عیسی بعداً به شاگردانش توضیح می‌دهد که بذر نمایانگر انجیل است، بذرافشان نماینده هر کسی است که آن را اعلام می‌کند، و خاک‌های مختلف نشان‌دهنده پاسخ مردم به آن است.

## متن
۱همان روز، عیسی از خانه بیرون آمد و کنار دریا بنشست. ۲امّا چنان جماعت بزرگی او را احاطه کردند که سوار قایقی شد و بنشست، در حالی که مردم در ساحل ایستاده بودند. ۳سپس بسیار چیزها با مَثَلها برایشان بیان کرد. گفت: «روزی برزگری برای بذرافشانی بیرون رفت. ۴چون بذر می‌پاشید، برخی در راه افتاد و پرندگان آمدند و آنها را خوردند. ۵برخی دیگر بر زمین سنگلاخ افتاد که خاک چندانی نداشت؛ پس زود سبز شد، چرا که خاک کم‌عمق بود. ۶امّا چون خورشید برآمد، بسوخت و چون ریشه نداشت، خشکید. ۷برخی میان خارها افتاد، و خارها نمو کرده، آنها را خفه کرد. ۸امّا بقیهٔ بذرها بر زمین نیکو افتاد و بار آورد: بعضی صد برابر، بعضی شصت و بعضی سی. ۹هر که گوش دارد، بشنود.»

انجیل متی فصل ۱۳ آیات ۱–۹(ترجمه هزاره نو)
توضیح مثل که عیسی مسیح داده‌است:
۱۸ «پس شما معنی مَثَل برزگر را بشنوید: ۱۹هنگامی که کسی کلام پادشاهی آسمان را می‌شنود امّا آن را درک نمی‌کند، آن شَریر می‌آید و آنچه را در دل او کاشته شده، می‌رباید. این همان بذری است که در راه کاشته شد. ۲۰و امّا بذری که بر زمین سنگلاخ افتاد کسی است که کلام را می‌شنود و بی‌درنگ آن را با شادی می‌پذیرد، ۲۱امّا چون در خود ریشه ندارد، تنها اندک زمانی دوام می‌آورَد. وقتی به سبب کلام، سختی یا آزاری بروز می‌کند، در دم می‌افتد. ۲۲بذری که در میان خارها کاشته شد، کسی است که کلام را می‌شنود، امّا نگرانیهای این دنیا و فریبندگی ثروت، آن را خفه می‌کند و بی‌ثمر می‌سازد. ۲۳امّا بذری که در زمین نیکو کاشته شد کسی است که کلام را می‌شنود و آن را می‌فهمد و بارور شده، صد، شصت یا سی برابر ثمر می‌آورد.»

انجیل متی فصل ۱۳ آیات ۱۸–۲۳
(ترجمه هزاره نو)